# Giorgio Laneve
Giorgio Laneve (ur. 1946 w Mediolanie) – włoski piosenkarz i kompozytor, przedstawiciel piosenki autorskiej, aktywny w latach 70.

## Życiorys
Choć z wykształcenia był inżynierem elektronikiem, wybrał działalność estradową. Zafascynowany dokonaniami genueńskiej szkoły śpiewających autorów postanowił pójść śladami wytyczonymi przez jej przedstawicieli, zwłaszcza Fabrizia De André. W 1970 roku jego debiutancki singiel „Amore dove sei” doszedł do finału konkursu Un disco per l’estate. W tym samym roku ukazał się też jego debiutancki LP Giorgio Laneve, zawierający 12 autorskich piosenek. Na wydanym w 1973 roku LP Un poco abitudine... znalazł się utwór „Marquise” Georges’a Brassensa (pod włoskim tytułem „Bella marchesa”). Swoją działalność nagraniową Giorgio Laneve zamknął w 1980 roku, wydając singiel z piosenkami dla dzieci, pochodzącymi z programu L'ispettore Nasy.
W 2015 roku postanowił powrócić na scenę muzyczną, biorąc udział w programie Storica e Nuova Canzone d’Autore, zorganizowanym w październiku 2015 roku w Teatro Estense w Ferrarze.

## Dyskografia

### Albumy
- 1970 – Giorgio Laneve (Philips, 6323 001)[2]
- 1971 – Amore e leggenda (Philips, 6323 008L)[4]
- 1973 – Un poco abitudine... (Decca, SKLI 5001)[5]
- 1974 – Viva fantasia (Decca, MS 104)
- 1976 – Accenti (Divergo, 5335 511)[6]

### Single
- 1970 – „Amore dove sei ?”/„Sono un vagabondo” (Philips, 6025 007)[7]
- 1971 – „La leggenda del mare d'argento”/„Riapri gli occhi, poi” (Philips, 6025 030)[8]
- 1973 – „Può bastare una canzone?”/„Viva fantasia” (Decca, C 17023)
- 1977 – „Accenti”/„La Girandola” (Divergo, 5050 003)[9]
- 1980 – „L'ispettore Nasy”/„I tre casi di Nasy” (RCA, BB 6489)[10]